# Eupolybothrus herzegowinensis
Eupolybothrus herzegowinensis är en mångfotingart som först beskrevs av Karl Wilhelm Verhoeff 1900.  Eupolybothrus herzegowinensis ingår i släktet Eupolybothrus och familjen stenkrypare.
Artens utbredningsområde är:
- Albanien.
- Bosnien.
- Kroatien.

Inga underarter finns listade i Catalogue of Life.